# Méduse (Le Bernin)
Pour les articles homonymes, voir Méduse.
Le buste de Méduse est une sculpture en marbre inspirée du personnage mythologique éponyme. Réalisée probablement vers 1640, elle est entrée dans la collection des Musées du Capitole en 1731. Elle est généralement attribuée au Bernin.

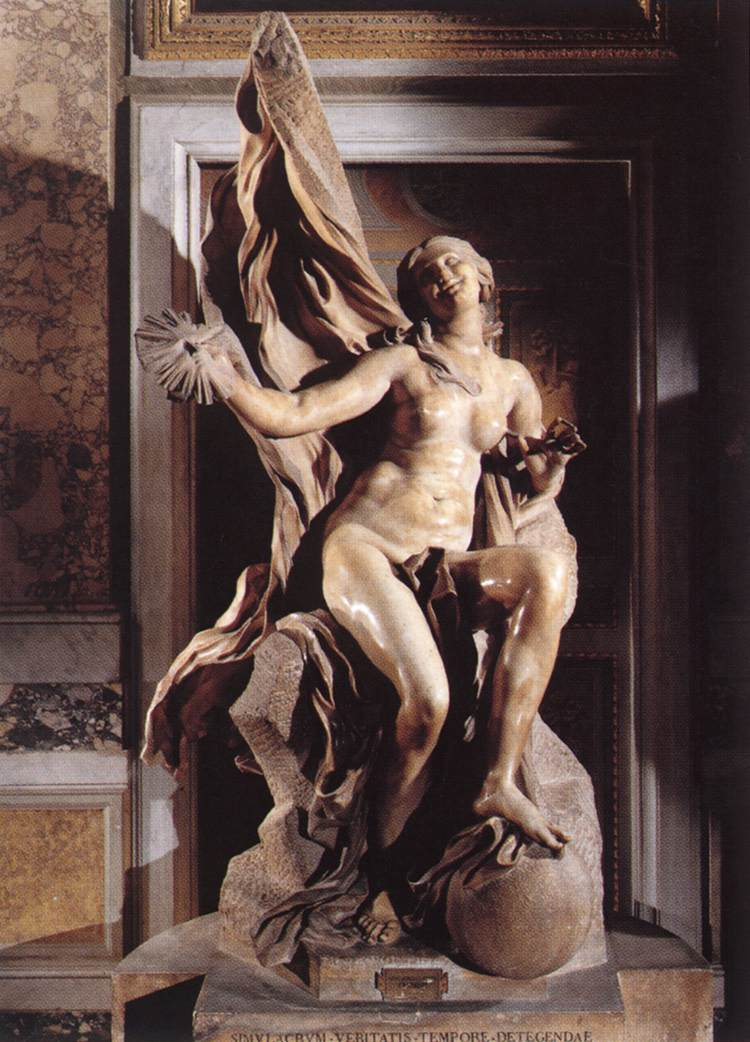
La Vérité dévoilée (entre 1645 et 1652)

## Attribution
Le piédestal du buste contient une inscription qui renseigne sur le donateur : « L'image de Méduse qui jadis, sur les boucliers des Romains, inspirait la terreur chez leurs ennemis, fait maintenant la gloire d'un très célèbre sculpteur et brille au Capitole. Don du marquis Francesco Bichi en mars de l'an de grâce 1731. » Selon toute probabilité, ce buste avait été introduit dans la famille du donateur par le cardinal Alessandro Bichi (1596-1657), protégé des papes Urbain VIII et Alexandre VII.
Le nom du « très célèbre sculpteur » est longtemps resté une énigme, cette pièce n'étant mentionnée ni dans la Vie de Bernini par son fils Domenico, ni par son premier biographe Filippo Baldinucci (1625-1697). L'œuvre est toutefois maintenant généralement attribuée au Bernin, selon le spécialiste anglais Irving Lavin, pour qui ce buste est une des œuvres les plus remarquables du sculpteur et une des moins considérées.
L'historien de l'art Rudolf Wittkower, tout en notant des sourcils exagérés et l'aspect laineux des cheveux, souligne la haute qualité technique des tresses serpentines flottant dans l'espace et la beauté plastique des joues et des lèvres, ainsi que l'expression de souffrance intérieure que dégage le personnage.

## Datation
La datation pose également des difficultés. Rudolf Wittkower estime que ce buste n'est pas une œuvre de jeunesse et il en place la création en 1636 alors que Le Bernin était retenu à la maison par la maladie. Se basant sur la ressemblance du visage de Méduse avec celui de Costanza, Charles Avery estime que ce buste aurait été réalisé quand le sculpteur « était mortifié à la suite de la fin violente de sa relation adultère et pourrait avoir cherché à exprimer ses sentiments en représentant Costanza comme sa propre Méduse, l'expression de tristesse qui déforme son charmant visage étant un reflet de ses propres émotions. » Il place donc la date de ce buste en 1638-39 ou peu après. Pour Irving Lavin, Le Bernin aurait entrepris de sculpter ce buste peu après son mariage, qui eut lieu en mai 1639. Maurizio et Marcello Fagiolo dell'Arco le datent plutôt du milieu de la décennie suivante en raison de ses formes extravagantes et de l'expressivité qui le caractérisent. Selon ces indices contextuels et stylistiques, ce buste aurait donc été réalisé entre 1638 et 1645.

## Analyse
Contrairement aux représentations traditionnelles de Méduse, qui ne présentent toujours que le masque ou, tout au plus, la tête coupée du monstre (comme dans le Persée de Benvenuto Cellini), nous avons ici un buste. En outre, la jeune femme présente un visage d'une beauté parfaite qui n'est ni terrifiant ni déformé par la frayeur, rejoignant ainsi la tradition de la Méduse Rondanini. Cependant, celle-ci était d'une beauté impassible et jugée dangereuse, alors que la Méduse du Bernin traduit une expression de souffrance. 
Selon Patrick Haughey, cette souffrance serait due aux morsures de serpents et au fait que Méduse était en train de se transformer en monstre. Irving Lavin note au contraire qu'il ne s'agit pas ici de souffrance physique mais que la jeune femme semble en proie à une profonde souffrance morale, une angoisse spirituelle presque méditative, comme si elle était engagée dans un processus de catharsis. Pour cet historien, ce buste est « une sorte d'autoportrait métaphorique par lequel le sculpteur démontre le pouvoir de transformation de son art [...] mis au service d'un but moral supérieur d'expiation de l'angoisse créée par la conscience de sa faillibilité. »
Compte tenu des ressemblances entre le buste de Méduse et celui de Costanza Bonarelli, Lavin estime que ces deux œuvres sont à la fois complémentaires et contrastées, rejoignant en cela une observation de Charles Avery . Le même spécialiste voit dans la sculpture un « affreux calembour » ((en) an awful pun) dans le fait qu'est appliquée à Méduse elle-même la pétrification qu'elle produisait sur ses victimes. La spécialiste en art Nava Cellini note aussi des traits dans la forme et l'expressivité de ce buste qui sont communs avec la figure de La Vérité dévoilée .

## Contexte

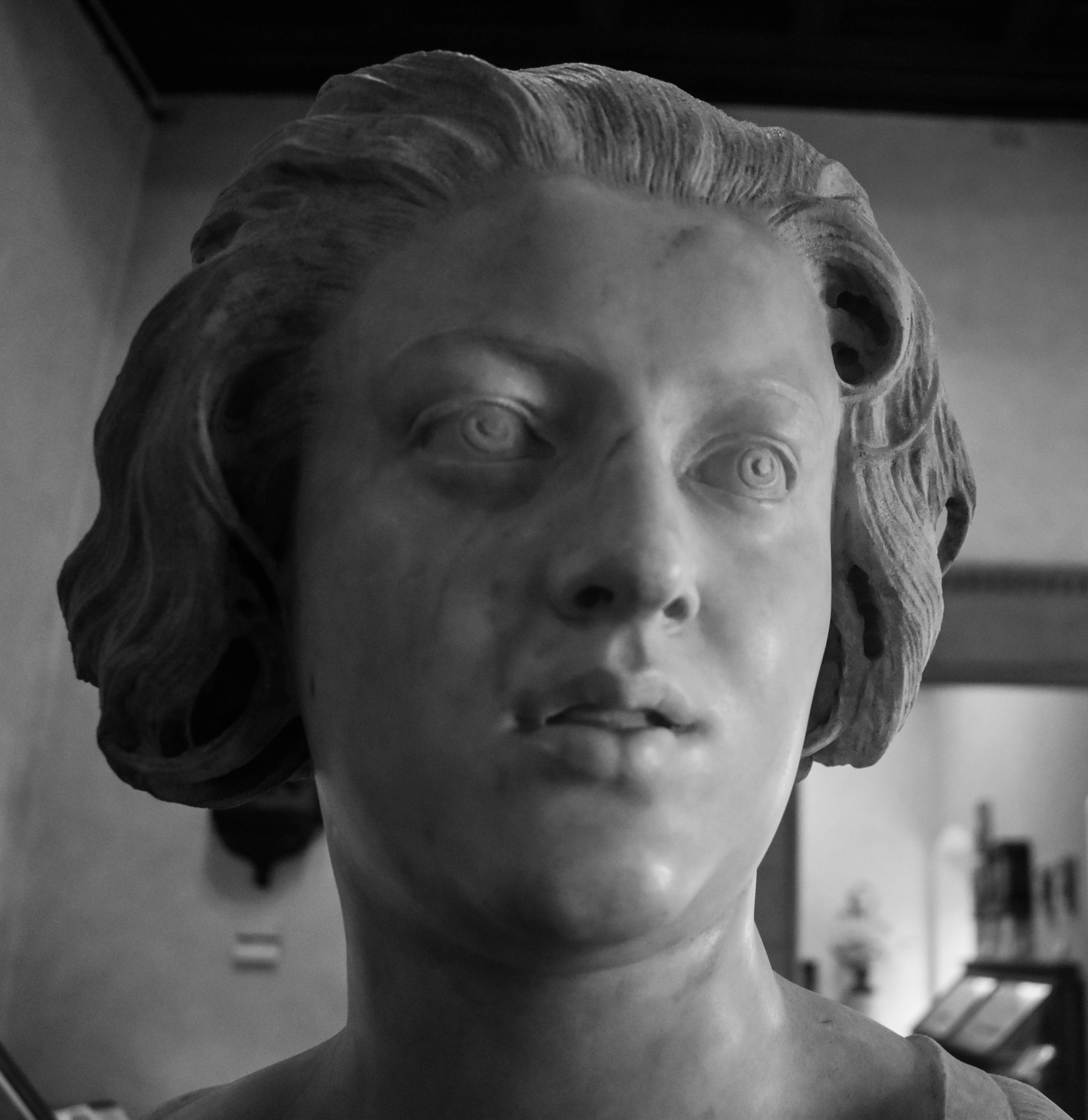
Buste de Costanza Bonarelli (vers 1636-1638)

En 1638, Le Bernin était tombé amoureux de Costanza Bonarelli, dont le mari Matteo, sculpteur lui aussi, travaillait sous sa direction à la basilique Saint-Pierre. Le Bernin réalisa un buste de Costanza vers cette époque (voir ci-contre). Or, il découvre un jour que son jeune frère Luigi avait également les faveurs de la belle. Fou de rage, il blesse son frère et ordonne à un serviteur d'aller marquer Costanza au visage. À la suite de ces événements, la mère du Bernin écrit au cardinal Francesco Barberini pour lui demander de mettre un terme à l'arrogance de son fils aîné. Luigi et le serviteur sont envoyés en exil, tandis que Le Bernin se voit imposer une amende de trois mille écus. Par la suite, Urbain VIII émet un bref absolvant le sculpteur et lui enjoignant de se marier, ce que ce dernier fera l'année suivante avec Caterina Tezio, qui passait pour être « la plus belle jeune fille qu'il y eût à Rome » et dont il aura neuf enfants .
Le Bernin aurait créé le buste de Méduse quelque temps après le scandale soulevé par l'épisode avec Costanza. Inversant l'essence du mythe, son intention était, selon Irving Lavin, de représenter dans cette sorte d'auto-portrait métaphorique l'angoisse que provoquait la conscience de ses propres fautes. Il aurait ensuite fait don de ce buste au cardinal Alessandro Bichi dont il était proche et qui était sûrement au courant des circonstances scandaleuses qui entouraient cette œuvre. 
Il existe une copie de ce buste au musée du Louvre. Le buste a fait l'objet d'une restauration en 2006.